# Sera (nhạc sĩ)
Sarah Nampijja (8 tháng 6 năm 1990 – 2012) với nghệ danh Sera là một ca sĩ và nhạc sĩ người Uganda. Cô đã trở nên nổi tiếng trên sân khấu giải trí ở Uganda vào năm 2012 với bản hit "dễ lây lan", trong đó cô có sự góp mặt của Jeff Blaise.

## Cuộc sống cá nhân
Sera sinh năm 1990, là đứa con đầu tiên trong số ba đứa trẻ của cha mẹ John Kakooza và Elizabeth Wolwa.

## Âm nhạc
Vào năm 2012 khi xuất hiện trên "Katogo" một chương trình âm nhạc địa phương trên Record Tv, cô đã tự mô tả mình là một nghệ sĩ hợp nhất "Tôi thấy ragga tốt với tôi, tôi thấy dancehall tốt với tôi và thấy Rnb rất thú vị đối với tôi"
Sera đã ký hợp đồng âm nhạc chuyên nghiệp đầu tiên của mình vào năm 2009 ở tuổi 19 khi cô được ký hợp đồng với nhãn hiệu âm nhạc dựa trên Kampala Swangz Avenue
Sera đã ra mắt âm nhạc của mình trên sóng phát thanh ở Ugandan với "Deliveryed" một bài hát trong đó cô ấy thể hiện sau đó là nghệ sĩ khiêu vũ KidFox. Cô đã đạt được thành công chính khi hát "Contagious" với Jeff Blaze. [9] Cô ấy đã làm theo điều này với "Fire" một đĩa đơn không được đón nhận rộng rãi trong nước.
Tại thời điểm cô qua đời, cô được cho là đang trong quá trình tạo ra một video mới cho bài hát này trong nỗ lực lật ngược vận mệnh tồi tệ của nó. Cô được xếp hạng trong số 256 nghệ sĩ giỏi nhất mọi thời đại của Uganda.